# ポテトデキストロース寒天培地

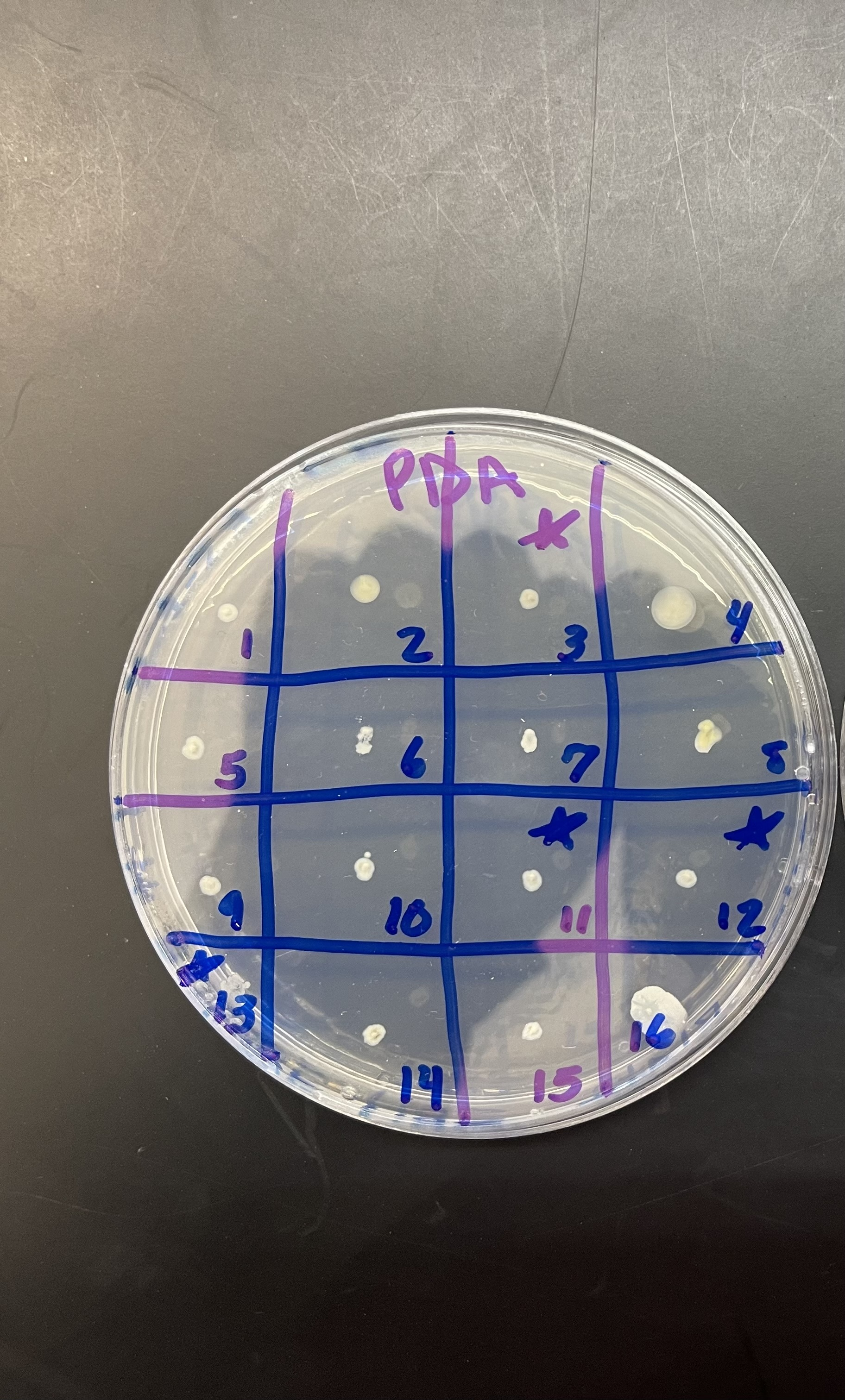
ポテトデキストロース寒天培地で増殖した土壌分細菌のマスタープレート。

ポテトデキストロース寒天培地（Potato dextrose agar、BAM Media M127）とポテトデキストロース培地は、potato infusionとデキストロースから作られる一般的な微生物増殖培地である。ポテトデキストロース寒天培地（略称「PDA」）は、真菌や細菌の培養に最も広く使用されている培地である。

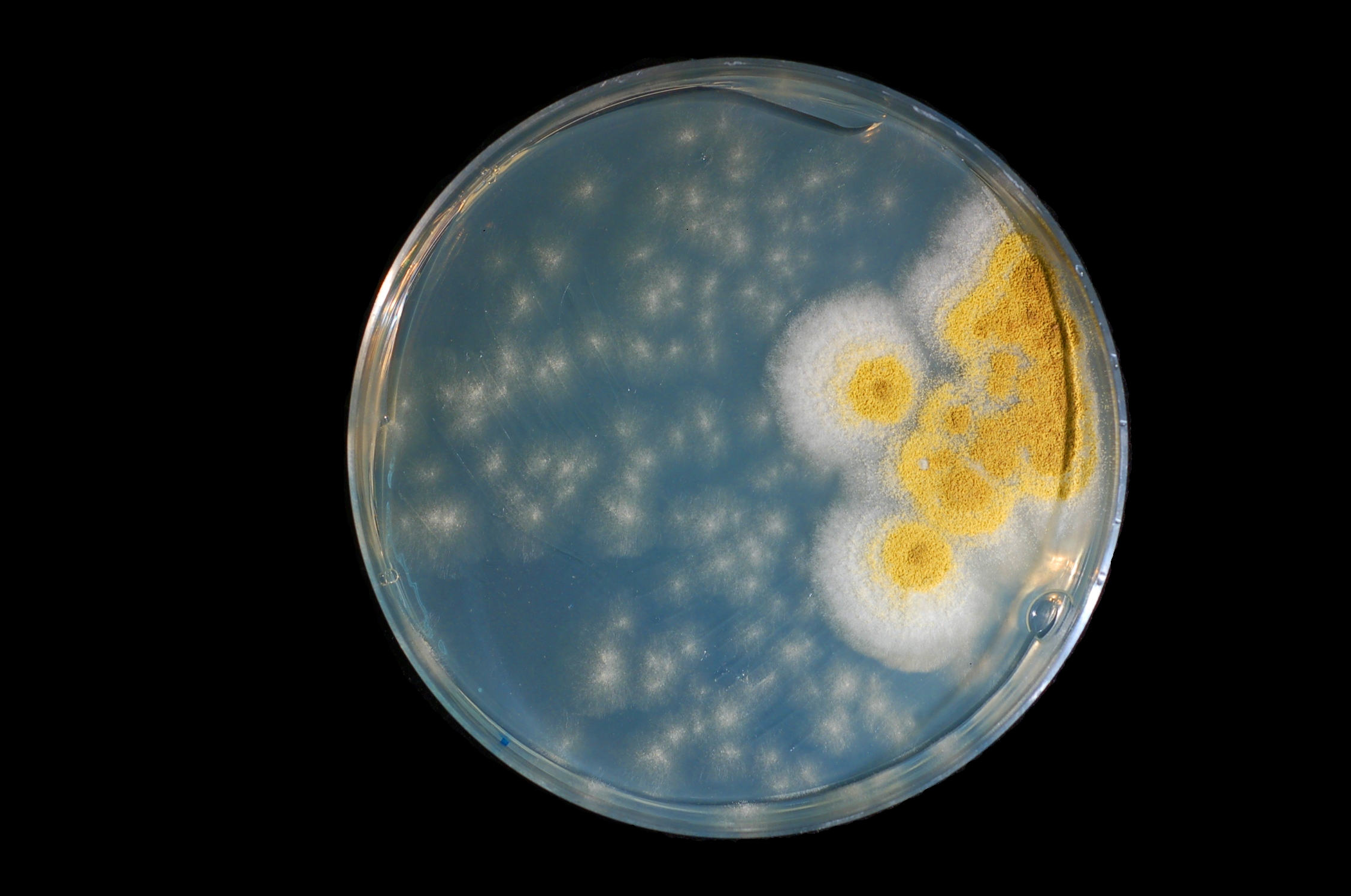
ポテトデキストロース寒天培地で増殖したアスペルギルス属菌

PDAは土壌中に存在する様々な細菌や真菌を培養する能力を持つ。この寒天培地は、抗生物質や酸とともに使用することで、細菌・真菌の増殖を阻害することができる。PDAは食品業界において、食品を腐敗させる真菌の検査に使用される。また製薬業界では、薬剤に含まれる可能性のある抗真菌成分のスクリーニングにも使用されている。 
ポテトデキストロース寒天培地は細菌と真菌（酵母とカビ）のための用途の広い培地である。この寒天培地は幅広い種類の真菌に使用されるが、特定の種類の真菌により選択性の高い寒天培地もある。これらの寒天培地には、麦芽エキス寒天培地やサブロー寒天培地が含まれるが、これらに限定されない。麦芽エキス寒天培地はPDAよりも酸性が強く、アオカビの培養によく使用される。サブロー寒天培地もpH5.6-6.0と弱酸性で、PDAに類似する。皮膚糸状菌などの病原性真菌の分離に最もよく使用される。

## 典型的な組成
| value                                    | 成分と条件                                        |
| ---------------------------------------- | ------------------------------------------------- |
| 1000 mL                                  | 水                                                |
| (茹でたジャガイモ200gを上記の水に入れる) | ジャガイモ (スライして洗って皮をむいていないもの) |
| 20 g                                     | デキストロース                                    |
| 20 g                                     | 寒天粉末                                          |
| 5.6±0.2                                  | 最終pH                                            |
| 25°C                                     | 温度                                              |
Potato infusionは、スライスした（洗って皮をむいていない）ジャガイモ200g（7.1 oz）を1L（0.22 imp gal; 0.26 US gal）の蒸留水で30分間煮た後、cheeseclothでデカントするか濾して作ることができる。懸濁液の総容量が1L（0.22 imp gal; 0.26 US gal）になるように蒸留水を加える。その後、20g（0.71 oz）のデキストロースと20g（00.71 oz）の寒天粉末を加え、培地を15pounds／inch（100kPa）で15分間オートクレーブ滅菌する。
同様の培地であるポテトデキストロース培地（略称「PDB」）は、寒天を加えずにPDAと同様に調製されている。PDBで培養できる一般的な微生物は、 Candida albicansや出芽酵母などの酵母、Aspergillus nigerなどのカビである。